# Jacobaea lycopifolia
Jacobaea lycopifolia là một loài thực vật có hoa trong họ Cúc. Loài này được (Poir.) Greuter & B.Nord. mô tả khoa học đầu tiên năm 2007.